# Liste der Monuments historiques in Guémar
Die Liste der Monuments historiques in Guémar führt die Monuments historiques in der französischen Gemeinde Guémar auf.

## Liste der Bauwerke
| Bezeichnung      | Beschreibung | Standort                        | Kennzeichnung | Schutzstatus | Datum | Bild           |
| ---------------- | --- | ------------------------------- | ------------- | ------------ | ----- | -------------- |
| Stadtbefestigung | in der ersten Hälfte des 14. Jahrhunderts angelegt; Obertor, vier Rundtürme und größere Teile der Mauer erhalten | (Lage)                          | PA00085450    | Inscrit      | 1932  | weitere Bilder |
| Obertor          | in der ersten Hälfte des 14. Jahrhunderts erbaut, im 16. Jahrhundert erhöht                                      | Rue du Maréchal Lefèbvre (Lage) | PA00085451    | Inscrit      | 1932  | weitere Bilder |